# 欧州社会党
欧州社会党（おうしゅうしゃかいとう）は、社会民主主義政党で構成される欧州規模の政党。
欧州議会の政治会派としては社会民主進歩同盟の大部分を形成し、欧州人民党グループに次ぐ第2会派となっている。国際組織は社会主義インターナショナルと進歩同盟に加盟。党首はブルガリア前首相のセルゲイ・スタニシェフ。

## 沿革
1952年に社会主義者グループが結成され、その後1973年に社会主義政党連盟が設立される。その後1992年に欧州社会党となる。欧州社会党は選挙で勝利を重ね、欧州議会においては1999年のサンテール委員会の汚職事件が発覚するまで単独で第1会派であった。

### 創設
1953年、欧州石炭鉄鋼共同体の共同総会（のちの欧州議会）が設置され、初代議長に社会主義者のポール＝アンリ・スパークが選出される。このとき、院内の社会民主主義系の議員が社会主義者グループを結成し、行動をあわせるようになった。グループの初代代表には欧州議会議員ギー・モレが選出され、本部・事務局がルクセンブルク市に置かれた。1961年には共通欧州社会主義者計画を打ち出そうとしていたが、拡大の機運に押されて立ち消えとなった。1962年にグループ大会において欧州議会の民主性と権限の強化が示されたが、加盟国が実際にこれらの検討に入ったのは1969年のことであった。1964年には初の女性議員ケーテ・シュトローベルが選出される。1971年にはふたたび社会主義者のヴァルター・ベーレントが欧州議会議長に選出される。
1973年、デンマーク、アイルランド、イギリスが欧州諸共同体に加盟し、これらの国の政党がグループに加わった。ボンにおいてグループ大会が行われ、EC社会主義政党連盟が結成された。大会は社会政策に関する決議を採択し、そのなかでヨーロッパ経済における適正な職業、社会保障、民主主義、平等性がうたわれた。1975年にはジョルジュ・スペナールが欧州議会議長に選出される。

### 選挙
1979年の欧州議会の初の直接選挙が実施されるにあたって、社会主義政党連盟は初となる欧州規模での共通選挙公約文書（マニフェスト）を承認する。この文書では適切な職に就く権利、公害対策、差別撤廃、消費者保護や、平和、人権、市民権の発展がうたわれていた。選挙の結果、社会主義政党連盟は全411議席中113議席を獲得し、単独会派としては最大勢力となった。社会主義政党連盟はその後欧州諸共同体の拡大に伴い、1980年代にギリシャ、スペイン、ポルトガルの社会主義政党を加えていった。1983年から1984年にかけてピート・ダンケルトが欧州議会議長を務め、また1984年の選挙においては全518議席中164議席を獲得した。
単一欧州議定書が発効した1987年には、協力手続で過半数を形成するために欧州人民党と一定の協力で合意に至った。1999年から2004年に欧州人民党・民主主義グループと欧州自由民主改革党が連携していた時期を除いて、欧州議会議長のポストを欧州人民党と欧州社会党との間での交代制としており、この期間にエンリケ・バロン・クレスポ、クラウス・ヘンシュ、ジョセップ・ボレルが議長となった。この左右連合によって欧州議会を主導していた。

### 結党
1989年に実施された欧州議会議員選挙では全518議席中180議席を獲得した。欧州連合が発足した1992年に、社会主義政党連盟は欧州社会党として生まれ変わった。欧州社会党として最初の政策方針では雇用創出、男女同権、環境問題、消費者保護、平和・安全保障、移民の規制、人種差別の撤廃、組織犯罪対策、民主主義を掲げていた。1994年の選挙では全626議席中215議席を獲得、議会内でも最大で結束力の強い会派となり、またポーリン・グリーンが欧州社会党議会代表に選出された。欧州社会党の前身を含めて女性としては2人目の代表となった。
1999年、欧州議会で激しい対立が起こり、欧州委員会による欧州連合の予算の運営に対する承認が否決された。これは欧州社会党所属の欧州委員会委員エディット・クレッソンとマヌエル・マリンに対する不正疑惑が追及されたためである。この追求では1999年の選挙を見越して、欧州社会党への市民の支持を下げることが狙いとなっていた。欧州人民党は両委員を辞任に追い込むためサンテール委員会に対する支持を取りやめる一方で、欧州社会党はサンテール委員会を擁護し、またポーリン・グリーンは委員会に対する不信任決議案に対して反対するよう動いた。欧州社会党が政権与党の立場をとり続ける一方で、2つの政治会派が欧州議会では珍しい野党として強力な立場をとるようになった。しかしながら結局欧州社会党は委員会を支えきれず、サンテール委員会は総辞職に追い込まれた。
直後の選挙では欧州人民党が233議席を獲得して、180議席にとどまった欧州社会党を破った。2004年には欧州連合が拡大して両会派に新規加盟国の政党が加わったが、同年6月に行われた選挙で欧州社会党は全732議席中200議席にとどまり、再び欧州人民党に敗れた。

### 歴代党首
欧州社会党およびその前身の党首を列挙する。
| 党首 | 党首                             | 出身国     | 所属国内政党     | 在任期間   | 在任期間   |
| ---- | -------------------------------- | ---------- | ---------------- | ---------- | ---------- |
| 1.   | ヴィルヘルム・ドレシャー         | 西ドイツ   | ドイツ社会民主党 | 1974年4月  | 1979年1月  |
| 2.   | ロベール・ポンティヨン           | フランス   | 社会党           | 1979年1月  | 1980年3月  |
| 3.   | ヨープ・デン・アイル             | オランダ   | 労働党           | 1980年3月  | 1987年5月  |
| 4.   | ヴィクトル・コンスタンシオ       | ポルトガル | 社会党           | 1987年5月  | 1989年1月  |
| 5.   | ギー・シュピテール               | ベルギー   | ワロン系社会党   | 1989年2月  | 1992年5月  |
| 6.   | ウィリー・クラース               | ベルギー   | フラマン系社会党 | 1992年11月 | 1994年10月 |
| 7.   | ルドルフ・シャーピング           | ドイツ     | ドイツ社会民主党 | 1995年3月  | 2001年5月  |
| 8.   | ロビン・クック                   | イギリス   | 労働党           | 2001年5月  | 2004年4月  |
| 9.   | ポール・ニューロップ・ラスムセン | デンマーク | 社会民主党       | 2004年4月  | 2011年11月 |
| 10.  | セルゲイ・スタニシェフ           | ブルガリア | ブルガリア社会党 | 2011年11月 | -          |

## 政策
欧州社会党は社会主義政党が集まって結成されており、当然ながらその傾向が強いものとなっている。欧州社会党の掲げる党是は New Social Europe、すなわち、「より公正な、より包括的な、そしてより力強い社会」をヨーロッパにもたらすというものである。この理念は欧州社会党党首であるポール・ニューロップ・ラムスセンと元欧州委員会委員長ジャック・ドロールによって起草されたもので、以下の10の理念を含めるものである。
1. 「あらゆる人びとに対する権利と義務」 - 欧州社会党は市場原理によって社会が形成されることを望まないとする考えを明確にする一方で、近代的な福祉社会が享受されるための権利や義務を推し進めていく。事業者は透明かつ安定した環境において公正な市場競争に参加する権利を有する。一方でその義務として財政に寄与し、完全雇用を支え、労働力の技術の向上と社会における責任を果たすことが求められる。また個人に対しては社会と労働に参加する権利が与えられ、教育や訓練を通じて社会の発展に尽くす義務を負う。
2. 「完全雇用」 - 近代福祉国家のもとで完全かつ質の高い雇用を実現していく。保証や支援といった包括的な政策の実施や、年齢差別に対抗していくことで労働市場をより活発なものにしていく。欧州連合および加盟国は活発かつ環境に配慮した成長の実現に向けた整備を行い、また経済通貨統合は高成長や雇用創出のための経済政策と連動したものとするべきである。
3. 「市民への投資」 - 熟練度の高くない労働者に対する能力開発の機会を増やしていく。教育、能力開発、社会的手段といったものは市民の技術向上だけでなく社会的な排除を解消し、完全雇用を実現するために実施されべきである。欧州社会党は「高い質の教育が必要であるひと、すなわち貧困層や社会的弱者といったひとびとは、多くのヨーロッパの国で質の高い教育に接していない」と主張している。
4. 「包括的な社会」 - あらゆる次元の政策は高齢者、少数民族、貧困層といった集団を排除しようとする動きに立ち向かっていくべきである。医療保障、社会的サービス、育児にかんする施策は経済情勢ではなく社会的重要性を勘案してなされていくべきである。
5. 「普遍的な育児」 - 高い質で、費用負担を軽減する内容の育児施策を実施することにより子どもの就学を実現し、また育児から解放された親は就労することができる。同時に男女同権にもつながり、欧州連合域内の人口動態の変動にも対応することにもなる。
6. 「男女平等」 - 職場や賃金といった面で女性の地位を向上させることで性別間の平等を進めていく。欧州社会党は男女平等を社会規範としてではなく、「人口動態にかんする問題の解決、民主主義の強化、家族にかんするより高度な福祉の保障といったものの糸口」として捉えている。
7. 「社会的対話」 - 組織化された労働力の存在を維持し、これをかけがえのないものとする。欧州社会党は権利、雇用、経済成長のために労使間の社会的対話が促されることを望む。社会的対話により労働力は寄り包括的、強力なものになる。
8. 「長所の多様化と深化」 - 一切の外国人嫌悪を認めず、また国籍、民族、人種、ジェンダー、性的指向、宗教にかかわりなくひとびとに対する寛容性を普及していく。持続可能な移民政策や多様性の尊重は一体化や差別撤廃といった経済的・社会的目標に寄与するものである。欧州社会党では移民の流入と域外におけるその原因に対して取り組む責任が欧州連合にはあると考えている。
9. 「持続可能な社会」 - 社会正義、環境保護、経済発展を確かなものにするために気候変動問題に対処する。エネルギー価格の上昇は最貧困層に最も大きな影響を及ぼすものであり、欧州社会党では欧州連合が京都議定書後における主導的役割を果たすべきであるとしている。
10. 「市民のための積極的なヨーロッパ」 - 欧州社会党では、欧州連合は単なる経済市場としてではなく、市民の共有財産、社会の結合、社会の正義と捉えている。これは競争、協力、連帯によって達成されるものである。

## 組織

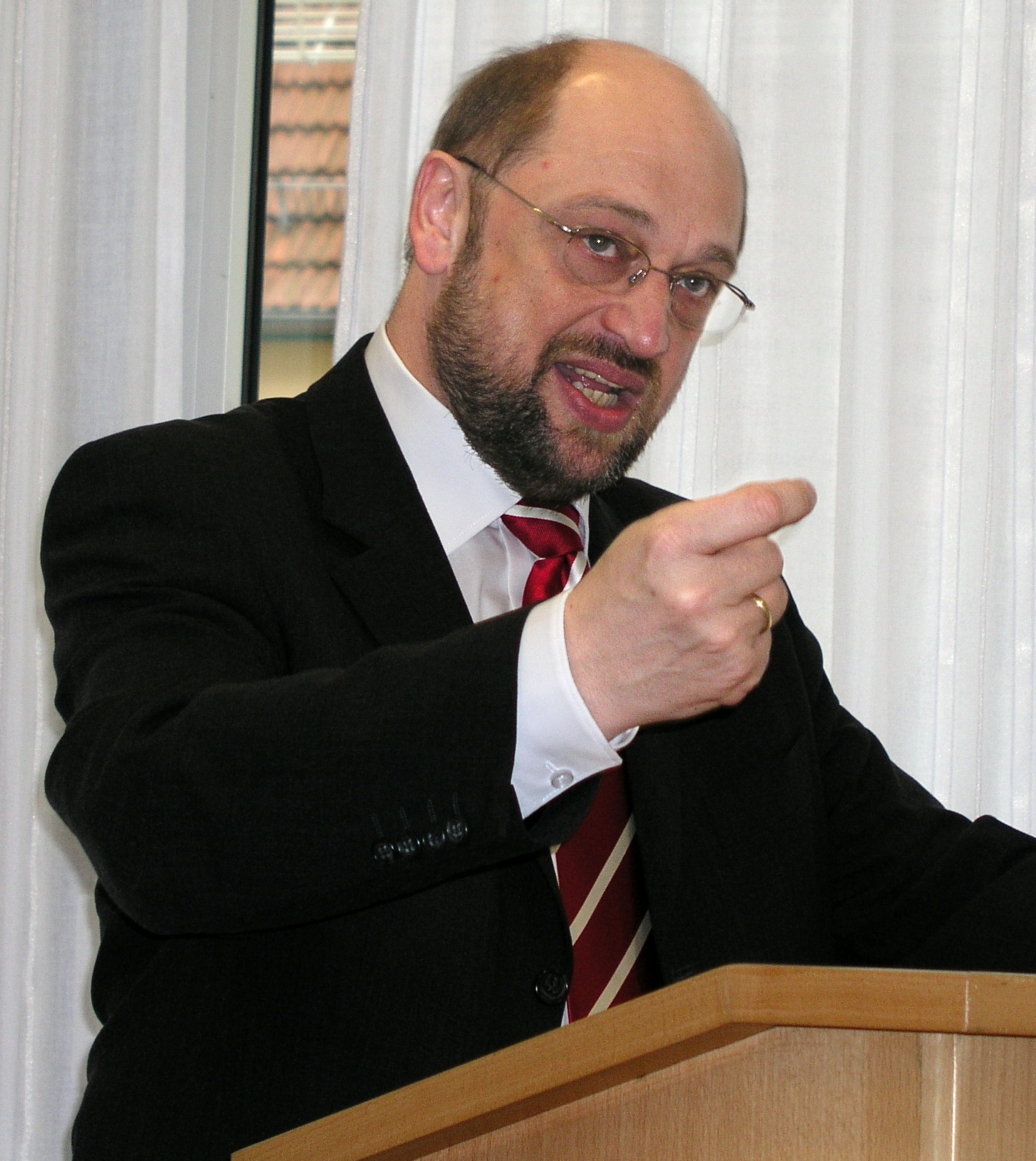
マルティン・シュルツ
欧州社会党議会代表

欧州社会党は欧州連合に加盟する28か国とノルウェーの国内政党で構成されている。このほかにも13の協力関係にある政党、12つのオブザーバ政党がある。また欧州社会党自身は社会主義インターナショナルと連携している。欧州社会党の関連組織として青年団体 ECOSY、女性団体として PES Women がある。
各国内政党は5年ごとに2度の党大会を開催し、選挙に先立ってマニフェストを策定するなどの党の政策方針を決定する。また党大会が開催されない年には評議会が開かれ、その場で欧州社会党の政策がまとめられる。党大会では党首、副党首、および党最高会議議員を選出する。
党首は党を代表し、また最高会議で議長を務める。最高会議は党首のほかに事務総長、欧州社会党議会会派の代表、完全加盟の政党・組織からそれぞれ出されている代表者で構成されている。このほかにも欧州社会党出身の欧州議会議長、欧州委員会委員、協力関係にある政党・組織の代表が加わることもある。
さらに欧州社会党出身の各国首相や政党指導者らによる指導者会議が毎年3、4度開かれ、政治戦略や方針をまとめている。

### 議会会派
議会会派は189人の欧州議会議員で構成され、全28加盟国の国内政党が所属しており、欧州議会内では第2会派となっている。議会会派は代表および副代表が率いている。

### その他の機関
欧州委員会委員は建前として無所属であるとされているが、実際には委員会内で政党色が強くなっている。2014年に発足したジャン＝クロード・ユンケル委員会では全28名の委員のうち、フランス・ティンメルマンス（筆頭副委員長、より良い規制・機構間関係・法の支配・基本権憲章担当）、フェデリカ・モゲリーニ（外務・安全保障政策上級代表）、マロシュ・シェフチョビッチ（副委員長、エネルギー同盟担当）、コリーナ・クレツ（地域政策担当）、ピエール・モスコヴィシ（経済財政問題・税制・関税同盟担当）、カルメヌ・ヴェッラ（環境・海事・漁業担当）、ネヴェン・ミミツァ（国際協力・開発担当）、ヴィテニス・アンドリウカイティス（保健・食品安全担当）の7名が欧州社会党出身者となっている。
欧州理事会や欧州連合理事会の政党・会派の勢力はそれぞれの協力関係にも影響を与える。以下の政府首脳は欧州社会党に所属している。
- オーストリア首相 - クリスチャン・ケルン
- チェコ首相 - ボフスラフ・ソボトカ
- フランス大統領 - フランソワ・オランド
- イタリア首相 - マッテオ・レンツィ
- マルタ首相 - ジョゼフ・ムスカット
- ポルトガル首相 - アントニオ・コスタ
- スロバキア首相 - ロベルト・フィツォ
- スウェーデン首相 - ステファン・ロベーン

上記のほかにも、ドイツ（2013年以降）とルクセンブルクでは連立政権を構成している。欧州社会党はほかの政党と同じく、欧州議会以外の欧州連合の機関においても代表を出している。

## 加盟政党
| 国                            | 政党名 （現地語表記）                      | 政党名 （日本語表記）          | 略称   | MEP数 |
| ----------------------------- | ------------------------------------------ | ------------------------------ | ------ | ----- |
| オーストリア                  | Sozialdemokratische Partei Österreichs     | オーストリア社会民主党         | SPÖ    | 5     |
| ベルギー （ フラマン系）      | Socialistische Partij Anders               | フラマン系社会党               | sp.a   | 1     |
| ベルギー （ ワロン系）        | Parti Socialiste                           | ワロン系社会党                 | PS     | 3     |
| ブルガリア                    | Българска социалистическа партия           | ブルガリア社会党               | BSP    | 4     |
| クロアチア                    | Socijaldemokratska Partija Hrvatske        | クロアチア社会民主党           | SDP    | 2     |
| キプロス                      | Κίνημα Σοσιαλδημοκρατών                    | 社会民主運動                   | EDEK   | 2     |
| チェコ                        | Česká strana sociálně demokratická         | チェコ社会民主党               | ČSSD   | 4     |
| デンマーク                    | Socialdemokraterne                         | デンマーク社会民主党           | S      | 3     |
| エストニア                    | Sotsiaaldemokraatlik Erakond               | エストニア社会民主党           | SDE    | 1     |
| フィンランド                  | Suomen Sosialidemokraattinen Puolue        | フィンランド社会民主党         | SDP    | 2     |
| フランス                      | Parti Socialiste                           | 社会党                         | PS     | 12    |
| ドイツ                        | Sozialdemokratische Partei Deutschlands    | ドイツ社会民主党               | SPD    | 27    |
| ギリシャ                      | Πανελλήνιο Σοσιαλιστικό Κίνημα             | 全ギリシャ社会主義運動         | PASOK  | 2     |
| ハンガリー                    | Magyar Szocialista Párt                    | ハンガリー社会党               | MSZP   | 4     |
| ハンガリー                    | Magyarországi Szociáldemokrata Párt        | ハンガリー社会民主党           | MSZDP  | 0     |
| アイルランド                  | Páirtí an Lucht Oibre                      | 労働党                         | Lab.   | 0     |
| イタリア                      | Partito Socialista Italiano                | イタリア社会党                 | PSI    | 0     |
| イタリア                      | Partito Democratico                        | 民主党                         | PD     | 31    |
| リトアニア                    | Lietuvos Socialdemokratų Partija           | リトアニア社会民主党           | LSDP   | 2     |
| ルクセンブルク                | Lëtzebuerger Sozialistesch Arbechterpartei | ルクセンブルク社会主義労働者党 | LSAP   | 1     |
| マルタ                        | Malta Labour Party Partit Laburista        | マルタ労働党                   | MLP    | 3     |
| オランダ                      | Partij van de Arbeid                       | 労働党                         | PvdA   | 3     |
| ノルウェー                    | Det norske Arbeiderparti                   | ノルウェー労働党               | DnA    | n/a   |
| ポーランド                    | Sojusz Lewicy Demokratycznej               | 民主左翼連合                   | SLD    | 4     |
| ポーランド                    | Unia Pracy                                 | 労働連合                       | UP     | 1     |
| ポルトガル                    | Partido Socialista                         | 社会党                         | PS     | 8     |
| ルーマニア                    | Partidul Social Democrat                   | 社会民主党                     | PSD    | 16    |
| スロバキア                    | Smer - sociálna demokracia                 | 方向・社会民主主義             | Smer   | 4     |
| スロベニア                    | Socialni demokrati                         | 社会民主党                     | SD     | 1     |
| スペイン                      | Partido Socialista Obrero Español          | スペイン社会労働党             | PSOE   | 14    |
| スウェーデン                  | Sveriges socialdemokratiska arbetareparti  | スウェーデン社会民主労働者党   | S      | 5     |
| イギリス （グレートブリテン） | Labour Party                               | 労働党                         | Labour | 20    |
| イギリス ( 北アイルランド)    | Social Democratic and Labour Party         | 社会民主労働党                 | SDLP   | 0     |

### 協力・オブザーバ政党
| 国                       | 政党名 （現地語表記）                                          | 政党名 （日本語表記）              | 略称  | 地位       |
| ------------------------ | -------------------------------------------------------------- | ---------------------------------- | ----- | ---------- |
| アルバニア               | Partia Socialiste e Shqipërisë                                 | アルバニア社会党                   | PSS   | 協力       |
| アンドラ                 | Partit Socialdemòcrata                                         | 社会民主党                         | PS    | オブザーバ |
| アルメニア               | Հայ Յեղափոխական Դաշնակցութիւն                                  | アルメニア革命連盟                 | ARF   | オブザーバ |
| ボスニア・ヘルツェゴビナ | Socijaldemokratska Partija BiH                                 | ボスニア・ヘルツェゴビナ社会民主党 | SDP   | 協力       |
| ブルガリア               | Партия Български социалдемократи                               | ブルガリア社会民主党               | PBS   | 協力       |
| エジプト                 | الحزب المصرى الديمقراطى الاجتماعى                              | エジプト社会民主党                 | ESDP  | オブザーバ |
| ジョージア               | ქართული ოცნება – დემოკრატიული საქართველო                       | グルジアの夢＝民主グルジア         |       | オブザーバ |
| アイスランド             | Samfylkingin                                                   | 社会民主同盟                       | S     | 協力       |
| イスラエル               | העבודה                                                         | 労働党                             | LP    | オブザーバ |
| イスラエル               | מרצ                                                            | メレツ                             | MY    | オブザーバ |
| ラトビア                 | Sociāldemokrātiskā Partija "Saskaņa"                           | 社会民主党・調和                   | SPDS  | 協力       |
| ラトビア                 | Latvijas Sociāldemokrātiskā Strādnieku Partija                 | ラトビア社会民主労働党             | LSDSP | オブザーバ |
| モロッコ                 | الاتحاد الاشتراكي للقوات الشعبية                               | モロッコ人民連合戦線               | USFP  | オブザーバ |
| 北マケドニア             | Социјалдемократски Сојуз на Македонија                         | マケドニア社会民主連盟             | SDSM  | 協力       |
| モルドバ                 | Partidul Democrat din Moldova                                  | モルドバ民主党                     | PDM   | オブザーバ |
| サンマリノ               | Partito dei Socialisti e dei Democratici                       | 社会主義者・民主主義者党           | PSD   | オブザーバ |
| モンテネグロ             | Демократска партиjа социjалиста                                | モンテネグロ社会主義者民主党       | DPS   | 協力       |
| モンテネグロ             | Социјалдемократска партија Црне Горе                           | モンテネグロ社会民主党             | SDP   | 協力       |
| パレスチナ               | فتح                                                            | ファタハ                           |       | オブザーバ |
| セルビア                 | Демократска странка                                            | 民主党                             | DS    | 協力       |
| スイス                   | Sozialdemokratische Partei der Schweiz Parti socialiste suisse | スイス社会民主党                   | SP/PS | 協力       |
| チュニジア               | التكتل الديمقراطي من أجل العمل والحريات                        | エタカトル                         |       | オブザーバ |
| トルコ                   | Cumhuriyet Halk Partisi                                        | 共和人民党                         | CHP   | 協力       |
| トルコ                   | Halkların Demokratik Partisi                                   | 国民民主主義党                     | HDP   | 協力       |
| 北キプロス               | Cumhuriyetçi Türk Partisi                                      | 共和トルコ党                       | CTP   | オブザーバ |